# Eugene Levy
Eugene Levy (født 17. december 1946 i Hamilton i Ontario) er en canadisk skuespiller, filminstruktør, filmproducer, musiker og forfatter. Han er blandt andet kendt for rollen som Jim Levensteins far Noah Levenstein i American Pie-filmene. Han er den eneste person, der har medvirket i alle American Pie-filmene.

## Filmografi
- Foxy Lady (1971)
- Cannibal Girls (1973)
- Running (1979)
- Double Negative (1980)
- Nothing Personal (1980)
- Heavy Metal (1981) (stemme)
- National Lampoon’s Vacation (1983)
- Going Berserk (1983)
- Splash (1984)
- The Last Polka (1985)
- Club Paradise (1986)
- Armed and Dangerous (1986)
- Bride of Boogedy (1987)
- Speed Zone! (1989)
- Father of the Bride (1991)
- Once Upon a Crime (1992)
- Stay Tuned (1992)
- I Love Trouble (1994)
- Father of the Bride Part II (1995)
- Multiplicity (1996)
- Waiting for Guffman (1996)
- Akbar’s Adventure Tours (1998) (kortfilm)
- Almost Heroes (1998)
- Holy Man (1998)
- Richie Rich’s Christmas Wish (1998) (direkte til video)
- The Secret Life of Girls (1999)
- Dogmatic (1999)
- American Pie (1999)
- Silver Man (2000)
- Best in Show (2000)
- The Ladies Man (2000)
- Down to Earth (2001)
- Josie and the Pussycats (2001) (cameo)
- American Pie 2 (2001)
- Serendipity (2001)
- Repli-Kate (2002)
- Like Mike (2002)
- Bringing Down the House (2003)
- A Mighty Wind (2003)
- Dumb & Dumberer: When Harry Met Lloyd (2003)
- American Pie: The Wedding (2003)
- The Life Of Richard Pryor (2003) Richard Pryor
- New York Minute (2004)
- Segment (2004) Rookie Officer Clyde Martin''
- The Man (2005)
- American Pie Presents: Band Camp (2005) (direkte til DVD)
- Cheaper by the Dozen 2 (2005)
- Curious George (2006) (stemme)
- Over hækken (2006) (stemme)
- For Your Consideration (2006)
- American Pie Presents: The Naked Mile (2006) (direkte til DVD)
- American Pie Presents: Beta House (2007) (direkte til DVD)
- Astro Boy (2009) (stemme)
- Gooby (2009)
- Night at the Museum: Battle of the Smithsonian (2009)
- Taking Woodstock (2009)
- American Pie Presents: The Book of Love (2009) (direkte til DVD)
- American Pie: Reunion (2012)